# Ascodipteron brevior
Ascodipteron brevior är en tvåvingeart som beskrevs av Maa 1965. Ascodipteron brevior ingår i släktet Ascodipteron och familjen lusflugor. Inga underarter finns listade i Catalogue of Life.